# إيفا بارك
إيفا بارك (بالإستونية: Eeva Park) هي كاتِبة وشاعرة إستونية، ولدت في 9 سبتمبر 1950 في تالين في إستونيا.

## وصلات خارجية
- إيفا بارك على موقع ميوزك برينز (الإنجليزية)